# Schizocosa tristani
Schizocosa tristani este o specie de păianjeni din genul Schizocosa, familia Lycosidae. A fost descrisă pentru prima dată de Banks, 1909. Conform Catalogue of Life specia Schizocosa tristani nu are subspecii cunoscute.